# Хало-хало
Хало-хало — популярный филиппинский холодный десерт, представляющий собой смесь колотого льда, сгущённого или кокосового молока и разнообразных ингредиентов. В его состав могут входить диоскорея крылатая, сладкие бобы, кокосовые полоски, саго, гуламан (желатин из морских водорослей), рис пинипиг, варёные корнеплоды в кубиках, фруктовые дольки, булочка, заправленная шариком мороженого.

## История

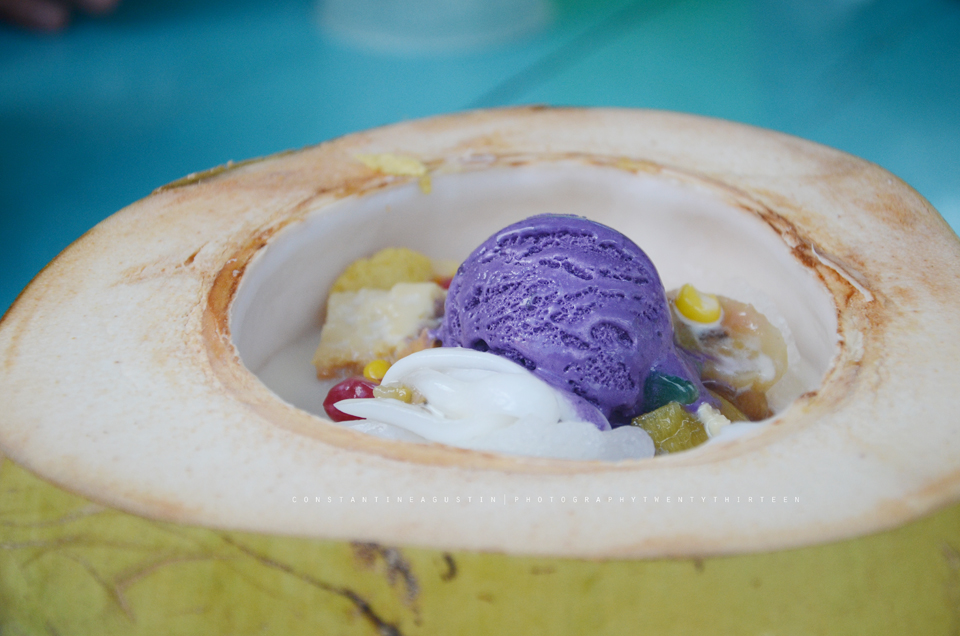
Буко гало, сочетание гало-гало и салата Буко, обычно подается непосредственно на скорлупе кокосовых орехов

Считается, что Хало-хало является индогенизированной версией японского класса десертов какигори, происходящих от довоенных японских мигрантов на острова. Самые ранние версии были составлены только из приготовленных красных бобов или бобов мунг с колотым льдом, сахаром и молоком, десерт, локально известный как «монго-я». С годами было добавлено больше местных ингредиентов, что привело к развитию современного гало-гало.
Некоторые авторы приписывают популяризацию хало-хало японским мигрантам, которые продавали его в 1920-х или 1930-х годов на рынке Квинта в Киапо, Манила, из-за его близости к ныне не существующему островному ледяному заводу, который был источником снабжения города льдом.
Правописание «гало-гало» (популяризируемое Чоукингом) считается неверным Комиссией по филиппинскому языку, которая предписывает писать «халухало». Это слово — прилагательное и означает «смешанный» в тагальском. Оно представляет собой редупликацию глагола halo («смешивать»).

## Описание

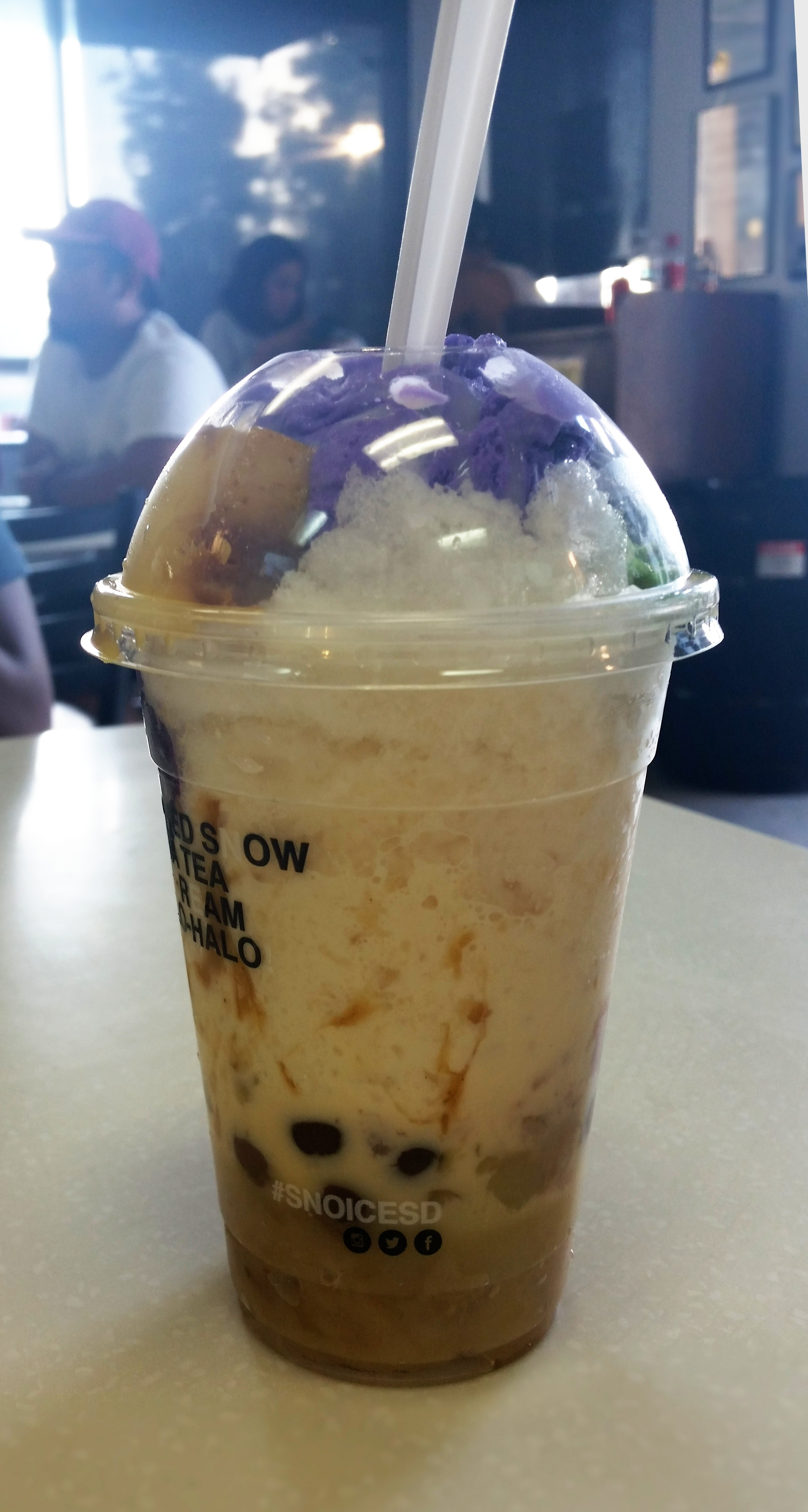
Хало-хало, сделанное в округе Сан-Диего, штат Калифорния

Стандартного набора ингредиентов для хало-хало не существует и они могут сильно различаться. Обычно они включают в себя плоды сахарной пальмы (kaong), кокосовое «желе» (macapuno), бананы саба, приготовленные в сиропе (minatamis na saging), джекфрут (langkâ), агар-агар (gulaman), желейный жемчуг тапиоки, nata de coco сладкий картофель (камоте), подслащенные бобы, сыр, толчёный поджаренный молодой рис (pinipig) и другие. Большинство ингредиентов (фрукты, бобы и другие сладости) сначала помещают на дно, а затем покрывают слоем мелко колотого льда. Сверху смесь покрывается кремом-карамель leche flan, пюре из фиолетового ямса ube halaya или мороженным (иногда ванильным). Сгущённое молоко выливают в смесь после подачи.
Аналогичный висайский десертный бинигнит также называется «гинатаанг гало-гало» в тагальском («гало-гало в кокосовом молоке»), обычно сокращается до «гинатаан». Его делают в основном из тех же ингредиентов, но подают горячим.

## В популярной культуре
Halo-Halo был показан как блюдо Quickfire Challenge в седьмом эпизоде четвёртого сезона американского реалити-шоу Top Chef. Гало-ореол с авокадо, манго, киви и орехами был приготовлен американским филиппинским участником Дейлом Талде и назван одним из трёх лучших блюд Quickfire Challenge приглашённым судьёй Джонни Юзини из Жана Жоржа. Талде также сделал блюдо и в более позднем эпизоде.
Halo-Halo был показан в эпизоде Энтони Бурдена, когда он посещал филиал Jollibee в Лос-Анджелесе. Бурдейн похвалил десерт и даже разместил фотографию ореола Джоллиби в своём аккаунте в Твиттере, которую он назвал «странно красивой».
Десерт Halo-Halo был показан в эпизоде издания «Вкусные места назначения» Bizarre Foods.